# 科尼弗 (科羅拉多州)
科尼弗（英語：Conifer）是位於美國科羅拉多州傑佛遜縣的一個非建制地區。該地的面積和人口皆未知。

## 地理
科尼弗的座標為39°31′19″N 105°18′19″W / 39.52194°N 105.30528°W，而該地的平均海拔高度為2523米（即8277英尺）。